# 1440
Năm 1440 là một năm trong lịch Julius.
Sau khi về ở ẩn ở Côn Sơn Nguyễn Trãi lại được vua Lê Thái Tông mời ra giúp việc nước